# Hamid Bernaoui
Pour les articles homonymes, voir Bernaoui.
Hamid Bernaoui (en arabe : حميد برناوي) est un footballeur algérien né le 3 décembre 1937 à Alger et mort le 6 mai 2020. Il évoluait au poste d'attaquant.

## Palmarès
USM Alger
- Championnat d'Algérie (1) :
  - Champion : 1962-63.

- Coupe d'Algérie :
  - Finaliste : 1968-69 et 1969-70.